# Пуль Цельманн
Пуль Цельманн (нім. Poul Zellmann, 2 вересня 1995) — німецький плавець.